# Konrad III. von Laichling
Konrad III. von Laichling († 23. April 1204) war 25. Bischof von Regensburg von 1186 bis 1204.
1189 startete Konrad III. zum Dritten Kreuzzug, von dem er 1191 zurückkehrte. 1197 war er erneut aufgebrochen im Kreuzzug Heinrichs VI. Der Tod des Kaisers bewog ihn zur Umkehr und er unterstützte als Anwärter auf den Thron Philipp von Schwaben. Durch Gebietserweiterungen des bayerischen Herzogs Ludwig dem Kelheimer, nicht zuletzt durch das Aussterben der Steflinger, kam es zu einer Fehde mit Bischof Konrad III., in der das Hochstift mit seinen kirchlichen Gütern schwer verwüstet wurde.